# ジャヴォンテ・スマート
ジャヴォンテ・デリック・スマート (Javonte Dedrick Smart, 1999年6月3日 - )は、ワイオミング州ジャクソンホール出身のプロバスケットボール選手。ポジションはポイントガード。

## 経歴

### ハイスクール
1年時にチームを州優勝に導き、MVPに選出された。2年時に1試合平均22.4得点、7.2アシスト、6.9リバウンドを記録した。2016年8月に開催されたアンダーアーマー・エリート24ショーケースに参加した。3年時に1試合平均25.1得点、6.4アシスト、8.7リバウンド、2.1スティールを記録した。そのシーズンにルイジアナ州ゲータレード年間最優秀選手賞に選出され、チームを州優勝に導いた。4年時に1試合平均32.9得点、6.1アシスト、10.6リバウンドを記録し、時にはセンターとしてもプレーした。このシーズンにもチームを州優勝に導き、ルイジアナ州ゲータレード年間最優秀選手賞を受賞した。ケンタッキー大学、UCLAへの進学も検討していたが、最終的にLSUに進学した。

### カレッジ
2019年2月23日のテネシー大学との試合でキャリアハイの29得点をマークした。1年目のシーズンは最終戦のヴァンダービルト大学との試合のみを欠場した。その後、リクルートの際にコーチが報酬を支払っていたという疑惑が出たが、スマートは不正に関与していないとして復帰した。1年時には1試合平均11.1得点、3.3リバウンド、2.4アシストを記録し、シーズン終了後に2019年のNBAドラフトへのアーリーエントリーを表明していたが、後にこれを撤回し、大学2年目のシーズンを迎えることにした。2年時には1試合平均12.5得点、3.5リバウンド、4.2アシスト、1.1スティールを記録した。シーズン終了後に再び2020年のNBAドラフトにエントリーしたが、8月3日にこれを撤回し、大学3年目のシーズンを迎えることにした。3年時には1試合平均16得点、3.7リバウンド、4アシスト、1.3スティールを記録し、コーチ選定のオールSECセカンドチームに選出された。シーズン終了後に2021年のNBAドラフトにエントリーした。

### スーフォールズ・スカイフォース
2021年のNBAドラフトで指名されなかったが、マイアミ・ヒートの一員としてNBAサマーリーグに参加し、同年9月10日にヒートと契約した。同月15日に傘下のサンタクルーズ・ウォリアーズと契約した。しかし、シーズン開幕前にウェイブされ、ヒート傘下のスーフォールズ・スカイフォースに加入した。

### ミルウォーキー・バックス
2021年11月30日、ミルウォーキー・バックスとツーウェイ契約を締結した。傘下チームのウィスコンシン・ハードとの行き来が続いていたが、翌年1月13日にバックスからウェイブされた。

### スカイフォース復帰
同月16日にスカイフォースに復帰した。

### マイアミ・ヒート
翌月15日、マイアミ・ヒートとツーウェイ契約を締結した。同日にリオグランデバレー・バイパーズとの試合で、40得点をマークした。同年7月16日、ヒートからウェイブされた。

### バーミングハム・スクアドロン
同年11月4日、バーミングハム・スクアドロンの開幕ロスターとなった。

### フィラデルフィア・76ers
2023年のNBAサマーリーグにフィラデルフィア・76ersの一員として参加し、同年8月13日に76ersと契約した。

## 国際キャリア
2015年のFIBA U-16 アメリカチャンピオンシップにアメリカ代表として出場し、1試合平均6.8得点、4.2リバウンド、1.4アシスト、1.9スティールを記録した。翌年、スペイン・サラゴサで開催されたFIBA U17バスケットボール・ワールドカップのメンバーにも選出され、1試合平均5.4得点、3リバウンド、3.4アシストを記録した。

## 人物
元NBA選手で、現在は指導者を務めているキース・スマートは従兄弟。

## 個人成績

### NBA

#### レギュラーシーズン
| シーズン | チーム | GP | GS | MPG  | FG%  | 3P%  | FT%  | RPG | APG | SPG | BPG | PPG |
| -------- | ------ | -- | -- | ---- | ---- | ---- | ---- | --- | --- | --- | --- | --- |
| 2021–22  | MIL    | 13 | 1  | 12.3 | .256 | .222 | .833 | 1.5 | 1.1 | .3  | .2  | 2.4 |
| 2021-22  | MIA    | 4  | 0  | 10.0 | .471 | .444 | —    | 1.3 | .5  | .5  | .3  | 5.0 |
| Career   | Career | 17 | 1  | 11.8 | .317 | .296 | .833 | 1.4 | .9  | .4  | .2  | 3.0 |

### カレッジ
| シーズン | チーム | GP | GS | MPG  | FG%  | 3P%  | FT%  | RPG | APG | SPG | BPG | PPG  |
| -------- | ------ | -- | -- | ---- | ---- | ---- | ---- | --- | --- | --- | --- | ---- |
| 2018–19  | LSU    | 34 | 18 | 29.9 | .368 | .311 | .839 | 3.3 | 2.4 | 1.3 | .1  | 11.1 |
| 2019–20  | LSU    | 31 | 30 | 34.2 | .415 | .326 | .814 | 3.5 | 4.2 | 1.1 | .2  | 12.5 |
| 2020–21  | LSU    | 28 | 28 | 35.6 | .460 | .402 | .857 | 3.7 | 4.0 | 1.3 | .1  | 16.0 |
| Career   | Career | 93 | 76 | 33.1 | .414 | .351 | .836 | 3.5 | 3.5 | 1.2 | .1  | 13.0 |